# Star Trek II – Khans vrede
Star Trek II – Khans vrede (engelska: Star Trek II: The Wrath of Khan) är en amerikansk science fiction-film som hade biopremiär i USA den 4 juni 1982. Den är den andra Star Trek-filmen.

## Handling

### "Space Seed"
I originalserieavsnittet "Space Seed" mötte James T. Kirk (William Shatner) och hans besättning Khan Noonian Singh (spelad av Ricardo Montalban) samt andra på skeppet SS Botany Bay, ett "sov-skepp". Enterprise-besättningen upplivade Khan och upptäckte att han var en genetiskt manipulerad "supermänniska" som under det sena 1900-talet var en tyrann på Jorden och därefter flydde ut i rymden efter det tredje världskriget. Kirk lät fängsla Khan som dock rymde och väckte sin besättning. En av Kirks besättningskvinnor blev kär i Khan och när Kirk slutligen återfick kontrollen över Enterprise följde hon med Khan till hans nya hem, den ogästvänliga planeten Ceti Alpha V.

### Star Trek II - Khans vrede
Femton år senare är Spocks lärjunge Saavik (spelad av Kirstie Alley) kapten på rymdskeppet USS Enterprise när ett nödrop kommer in från ett skepp som befinner sig i den "neutrala zonen" (området som behärskas av de utomjordiska klingonerna och dit inget rymdskepp från jorden får färdas). Trots varningar av Mr. Spock och navigatören Mr. Sulu bestämmer sig Saavik för att rädda skeppet. När Enterprise äntrar den neutrala zonen attackeras skeppet av tre klingonskepp vilket leder till svåra skador och stora förluster bland besättningen - men när Saavik beordrar de överlevande att lämna skeppet öppnas bryggan och James T. Kirk (numera amiral) dyker upp - Saavik har precis gått igenom det medvetet omöjliga Kobayashi Maru-testet som ska testa hur blivande kommendörer tar förluster.
Efter ett kort samtal mellan Saavik och Kirk, där Saavik beklagar sig över att det inte fanns något sätt att vinna testet, lämnar Kirk simulatorn och går hem till sin lägenhet. Han fyller år men har inga som helst ambitioner att fira sin födelsedag. När Enterprises skeppsläkare Doktor McCoy (DeForest Kelley) hälsar på honom för att ändå fira Kirks födelsedag visar det sig att Kirk befinner sig i en medelålderskris vilket resulterar i ett råd av McCoy att Kirk ska se till att bli skeppskapten igen.
Under tiden har skeppet USS Reliant funnit planeten Ceti Alpha VI, en idealisk testplats för Project Genesis, molekylärbiologen Dr Carol Marcus' (Bibi Besch) maskin som kan skapa liv ur intet. Väl framme på planeten förstår Pavel Chekov (Walter Koenig), numera försteofficer på Reliant, och hans befälhavare Clark Terrell (Paul Winfield) att planeten inte är livlös. De upptäcker ett kraschat rymdskepp vid namnet SS Botany Bay - när Chekov läser namnet ringer varningsklockorna hos honom och han inser att de befinner sig i stor fara. Dock försent, Khan med anhang fångar båda och berättar att planetens bana blev förstörd sex månader efter att Kirk placerade dem där, vilket resulterade i att planetens ekosystem förstördes. De får även reda på att de är på Ceti Alpha V, inte Ceti Alpha VI som de trodde från början. Khans fru (förmodligen Marla McGivers som hjälpte honom i "Space Seed" att tillfälligt ta kontroll över Enterprise) har dött på grund av en liten parasit som finns på Ceti Alpha V, den så kallade Ceti-ålen. Fruns död och hela hans livsöde skyller Khan på James T. Kirk som Khan vill hämnas på. Därför planterar han några Ceti-ålar hos både Chekov och Terrell eftersom parasiten gör att offret lyder order vilket underlättar för Khan att ta kommandot över Reliant. Via Chekov skickar Khan ett meddelande till Carol Marcus där hon beordras att ge Reliant allt material angående projektet Genesis. Khan tvingar Chekov att ljuga och påstår att ordern egentligen kommer från James T. Kirk.
Samtidigt är amiral Kirk, läkare McCoy, Lieutenant Uhura och navigatören Sulu på väg till Enterprise för att övervaka ett träningsuppdrag där unga kadetter under kommandot av Captain Spock ska utbildas för framtida uppdrag. Just under det pågående träningsuppdraget nås Kirk av ett nödmeddelande av Carol Marcus, som Kirk har varit ihop med och som resulterade i den gemensamma sonen David som tillsammans med Carol jobbar på rymdstationen Regular 1. Upprörd över ordern att ge Enterprise allt material rörande Genesis (som hon ju tror att Kirk har beordrat) vill hon ställa Kirk till svars. Meddelandet avbryts dock vilket föranleder Kirk att ta kommandot över Enterprise och att bege sig till Regula 1. Väl på väg stöter de på Reliant som lurar Enterprise in i en fälla genom att inte svara på Kirks anrop. När Reliant är tillräckligt nära avfyrar Reliant sina faserkanoner vilket resulterar i svår skada och stora förluster bland Enterprises besättningsmän. Försvarslöst driver Enterprise i rymden när Reliant anropar skeppet för att diskutera "kapitulationsvillkoren". Nu erfar Kirk att det är Khan som har tagit över Reliant. Genom att använda ett litet trick lyckas Kirk att avfyra några skott mot Reliant som gör att Khan drar sig tillbaka.
Med Khan ur vägen fortsätter Enterprise till Regula 1. Väl framme strålar Kirk, McCoy och Saavik över till rymdstationen och finner att stället har blivit plundrat och att Chekov och Terrell är svårt skadade, men att Genesis-apparaten finns i mitten av planetoiden Regula. Kirk meddelar Spock på Enterprise att de ska åka om en timme, om de inte hunnit reparera klart. Spock säger att det tar betydligt längre tid, så Kirk och de fyra övriga strålar dit och upptäcker tre överlevande, bland andra Carol och den gemensamma sonen David Marcus (Merritt Butrick). Men Chekov och Terrell förråder dem och håller dem fångna. Khan beordrar Terrell att skjuta Kirk, men Terrell vägrar och begår självmord. Som substitut för sin misslyckade plan strålar Khan upp Genesis-maskinen och meddelar att han tänker låta Kirk och de andra svälta ihjäl inuti planeten. Dr Marcus visar då Kirk en grotta inuti planetoiden som innehåller mat för en livstid. När gruppen är på plats och äter den frukt som grottan tillhandahåller undrar Saavik hur Kirk löste Kobayashi Maru-testet men Kirk erkänner att det inte går att vinna testet och att han fuskade för att vinna ändå. Han rättfärdigar sitt beteende genom att förklara att han inte gillar att förlora. Just då kontaktar han Spock på Enterprise och avslöjar att hans tidigare meddelande till Enterprise var avsett för Khans öron och att Enterprise är stridsklart. Han anspelar på sitt fusk för att lösa Kobayashi Maru-situationen och förklarar återigen: "I don't like to lose".
Väl ombord är Saavik chockerad över att Spock ljög i det första meddelandet vilket Spock bemöter genom att konstatera att han bara överdrev. Vissa nödreparationer har genomförts men Enterprise är fortfarande underlägset Reliant när det gäller hastighet och eldkraft. Efter inrådan av Spock flyr Enterprise in i den nära belägna Mutaranebulosan som sätter både skölder och sensorer ur funktion, därmed ska Reliants tekniska överlägsenhet försvinna. Planen fungerar och Enterprise lyckas besegra Reliant. Men när Khan inser att han är dödsdömd apterar han Genesis-"bomben" för att också döda Kirk. Eftersom Enterprises Warp-motorer är ur funktion kan de inte fly från explosionen i tid. I smyg går Spock ner till maskinrummet och reparerar motorerna som befinner sig i den del som är mycket radioaktiv på grund av alla skador som Reliant har tillfogat Enterprise. Doktor McCoy försöker att stoppa Spock från sin självuppoffrande plan men Spock lyckas att ge läkaren en "nerve pinch" som gör McCoy medvetslös. Med maskinerna reparerade får Sulu igång warp-motorerna och de kan därmed fly explosionen. Men flykten får ett högt pris. Inte ens Spocks halv-Vulcanska kropp kan motstå strålningen, och efter en kort dialog med Kirk dör Spock. Spock motiverar sitt agerande genom att säga att behoven av många är viktigare än en enskild individs behov.
Kirk håller talet över Spock och skickar iväg hans kropp i en foton-torped mot Genesis-planeten där torpeden landar mjukt i ett djungellandskap. När begravningen är över kommer David till Kirk, och de påbörjar sin far-son-relation, medan Enterprise beger sig för att rädda Reliant-besättningen på Ceti Alpha V. På bryggan igen säger McCoy att Spock inte är död så länge de kommer ihåg honom. Filmen slutar med att Spocks röst replikerar den klassiska Star Trek-öppningen: "Space, a final frontier ... "

## Bakgrund
Den första filmen, Star Trek: The Motion Picture, kom ut 1979 och var för många en stor besvikelse. Filmen spelade in sina kostnader och mer därtill men den uppfattades som långsam och tråkig och motsvarade inte de förväntningar som fanns. William Shatner själv, som såg filmen när den hade världspremiär tyckte att den var seg och var helt övertygad om att filmen var dödsstöten för hela Star Trek-projektet.
Eftersom produktionsbolaget Paramount Pictures var missnöjd med Gene Roddenberry som producent för den första filmen (han anklagades för att vara ansvarig för förseningar i produktionen samt att filmen blev dyrare än nödvändigt) ersattes han med Harve Bennett för Star Trek II. När Bennett letade efter ett tema för den nya filmen kollade han igenom alla gamla Star Trek-avsnitt och fann slutligen "Space Seed" som det bästa avsnittet för en uppföljning. Jämfört med den första filmen som hade en budget på 46 miljoner US-Dollar, fick Khans vrede nöja sig med drygt elva miljoner.
När Nicholas Meyer tackade ja till att göra Star Trek II tyckte han att ett par förändringar behövdes, han menar att den första filmen hjälpte honom att se vad som borde göras annorlunda. En viktig förändring var att satsa mindre på specialeffekter och att mer betona storyn och karaktärerna. På grund av den rätt så knappa budgeten (se ovan) tvingades filmmakarna, enligt Meyer, att vara mer kreativa. När filmen kom ut i juni 1982 var den en stor hit, även bland filmkritikerna. Meyer skulle så småningom även skriva manuset till Star Trek IV och Star Trek VI samt regisserade den sistnämnda.

## Rollista
| William Shatner              | – Amiral James T. Kirk                |
| Leonard Nimoy                | – Kapten Spock                        |
| DeForest Kelley              | – Kommendörkapten (Dr.) Leonard McCoy |
| James Doohan                 | – Kommendörkapten Montgomery Scott    |
| George Takei                 | – Kommendörkapten Hikaru Sulu         |
| Walter Koenig                | – Kommendörkapten Pavel Chekov        |
| Nichelle Nichols             | – Kommendörkapten Uhura               |
| Bibi Besch                   | – Dr. Carol Marcus                    |
| Merritt Butrick              | – Dr. David Marcus                    |
| Paul Winfield                | – Kapten Clark Terrell                |
| Kirstie Alley                | – Löjtnant Saavik                     |
| Ricardo Montalbán            | – Khan Noonien Singh                  |
| Judson Scott (ej krediterad) | – Joachim, Khan's henchman            |
| Ike Eisenmann                | – Besättningsman Peter Preston        |
| John Winston                 | – Kommendörkapten John W. Kyle        |
| Paul Kent                    | – Örlogskapten Beach                  |